# Gaston (album 0)
Pour les articles homonymes, voir Gaston.
Gaston est l'album 0 dans la série originale de Gaston Lagaffe. Il paraît en 1960 aux éditions Dupuis imprimé sur des chutes de papier. Il est (était?) le plus cher en cotation des BD françaises (BDM).

## Historique
Gaston Lagaffe a paru pendant trois ans dans le journal Spirou avant la parution du premier album. Après un temps où il figurait uniquement dans des illustrations ponctuelles, une bande-dessinée occupant deux bandes en bas de page lui est dédiée dès décembre 1957. En septembre 1959, le format est étendu à une demi-page. Le premier album de Gaston, publié sans contrat, visait surtout à faire connaitre le personnage en dehors des lecteurs de Spirou.

## Présentation de l'album
L'album paraît en 1960 aux éditions Dupuis. En format à l'italienne, 5,8 centimètres sur 19,4 relié par deux agrafes la couverture est souple. Sorti discrètement, il se nomme seulement Gaston et ne porte aucun numéro. La sortie de l'album Gala de gaffes en 1963 qui porte le numéro deux fera penser que cet album est le premier de la collection, mais la sortie de l'album Gare aux gaffes en 1966 qui porte le numéro un relèguera cet album à un statut de numéro zéro. On ne sait pas à combien d'exemplaires cet album a été tiré (certaines sources indiquent 350). Des libraires de Charleroi pensant même à une opération publicitaire l'offriront à leurs clients. À l'époque, les services commerciaux disaient : « cet album ne se vendra jamais. Trop petit, mal présenté. D'ailleurs, personne ne peut s'intéresser à un anti-héros. M. Franquin ferait mieux de se consacrer aux aventures de Spirou. Voilà un bon personnage… ». Cet album est cosigné avec Jidéhem alors jeune débutant qui assure l'encrage et les décors.

### Contenu de l'album
Cet album n'est pas une publication intégrale des planches publiées dans le journal de Spirou, mais un florilège des meilleurs gags. Ainsi les gags trop dans l'actualité et qui pourraient se démoder dans le futur ne sont pas dans l'album, comme les gags parlant de l'Exposition universelle de 1958 à Bruxelles qui vit la construction de l'Atomium.

## Republications
En 1985, Dupuis réédita le contenu de ce premier opus dans l'album grand format, numéroté 0 et intitulé Gaffes et gadgets. À ce contenu s'ajoutait les premiers dessins et gags de Gaston parus dans Spirou à partir de 1957.
En 1987, l'album original fut republié aux éditions De Mesmaeker. Mille exemplaires numérotés furent sorties des rotatives.
En 2017, Dupuis et Canal BD rééditèrent en fac-similé ce Gaston "zéro". Il est présenté dans un étui rigide avec des explications de Franquin sur l'histoire de cet album. Il a été tiré à 1999 exemplaires.

## Source
Franquin : Chronologie d’une œuvre, pp. 63-66